# Аврюзтамацький скарб
Аврюзтама́цький скарб — археологічний об'єкт, знайдений в околицях села Аврюзтамак Альшеєвського району Башкортостану 1989 року працівниками-землекопами.
Скарб складався з набору срібних посудин согдійського виробництва другої половини 9 — початку 10 століття, виконаних та прикрашених в характерному іранському стилі.
Окремо виділяються 2 тарелі, одна з яких прикрашена гравірованими зображеннями царя верхи на коні, який уражає списом кабана. На другій тарілі зображений летючий гірський козел з шарфом на шиї, що розвівається, — образ іранського бога успіху та царської величі Хварени. Декілька ручок від посудин виконані у вигляді слонових голів та фігур людей, які підпирають руками зображення хижаків, що згорнулись у клубочок. Особливою виразністю відрізняється наверхівок кубку-ритону у вигляді голови бика.
Частина скарбу була розкрадена, інші предмети зберігаються у фонді Стерлітамацького історико-краєзнавчого музею.